# George Thomson (letalski as)
George Thomson, kanadski letalski častnik, vojaški pilot in letalski as, * 3. oktober 1896, Anglija, † ?.
Poročnik Thomson je v svoji vojaški službi dosegel 14 zračnih zmag.

## Življenjepis
Med prvo svetovno vojno je bil sprva pripadnik 30. bataljona Kanadske ekspedicijske sile in 48th Highlanders. Pozneje je bil premeščen k 7/8th King's Own Scottish Borderers, nakar je bil dvakrat ranjen. Oktobra 1917 je bil premeščen k Kraljevemu letalskemu korpusu. Leta 1918 je bil dodeljen 22. eskadrilji kot opazovalec; na tem mestu je dosegel 14 zračnih zmag. Potem je bil poslan v Anglijo, kjer je opravil urjenje za vojaškega pilota.

## Odlikovanja
- Distinguished Flying Cross (DFC)